# Halte à l'obsolescence programmée
Pour les articles homonymes, voir Hop.
Halte à l'obsolescence programmée (HOP) est une association française créée en 2015 à la suite de l'instauration du délit d'obsolescence programmée dans le code de la consommation. Elle a pour but de lutter contre l'obsolescence programmée des produits commercialisés sous toutes ses formes, par des investigations et des actions judiciaires.
Elle a notamment porté plainte contre Epson puis Apple deux fois et contre HP. Elle effectue aussi un travail d'influence auprès des pouvoirs publics et des industriels pour promouvoir la durabilité et la réparabilité des produits.

## Historique

### Délit d'obsolescence programmée
La loi relative à la transition énergétique pour la croissance verte de 2015 érige l'obsolescence programmée en délit. L'article L. 441-2 du code de la consommation est ainsi écrit : « Est interdite la pratique de l'obsolescence programmée qui se définit par le recours à des techniques, y compris logicielles, par lesquelles le responsable de la mise sur le marché d'un produit vise à en réduire délibérément la durée de vie". L'obsolescence programmée est punie d'une peine de deux ans d'emprisonnement et de 300 000 € d'amende. Celle-ci peut aller jusqu'à 5 % du chiffre d'affaires moyen annuel, calculé sur les trois derniers chiffres d'affaires annuels connus à la date des faits ».
Pour faire respecter cette loi, l'association est créée en 2015 par quelques amis, dont Laetitia Vasseur, ancienne assistante parlementaire et militante contre la surconsommation, Émile Meunier, avocat, et Samuel Sauvage, militant et consultant spécialisé dans l'économie circulaire,,.

## Modes d'actions

### Actions juridiques
Halte à l'obsolescence programmée mène aussi des actions juridiques contre certaines firmes accusées d'obsolescence programmée. Pour ce faire, elle réalise des enquêtes sur des objets du quotidien. Par exemple, à la suite d'un rapport sur les imprimantes bureautiques, dans lequel était apporté la  preuve qu'il restait, sur certains produits, entre 20 et 40 % d'encre dans la cartouche lorsque l'imprimante affichait que la cartouche était vide, l'association porte plainte contre Seiko Epson,,.
Dans le même temps, un représentant d'Apple a admis en décembre 2017 ralentir volontairement les anciens modèles d'iPhone après une mise à jour du système d'exploitation, dans le but de les protéger. Malgré les excuses de la firme, l'association HOP a déposé une plainte,.

### Expertises auprès des institutions
En tant qu'experte de l'obsolescence programmée, HOP fait ainsi partie des parties prenantes consultées par le ministère de la Transition écologique et solidaire sur les actions possibles concernant l'économie circulaire.
HOP a ainsi travaillé à la mise en place de plusieurs outils pour lutter contre l’obsolescence programmée : l'indice de réparabilité, l'indice de durabilité et le bonus réparation.